# 深瀬サキ
深瀬 サキ（ふかせ サキ、1930年10月18日 - ）は、日本の劇作家。本名・大岡かね子。

## 来歴
静岡県沼津市生まれ。沼津学園高等女学校（現・飛龍高等学校）卒業。1970年代より『ユリイカ』や『文藝』に戯曲作品を発表している。そのほかにラジオドラマ『堀川の姫』、小説『花びら闇』がある。
夫は詩人の大岡信、息子は作家の大岡玲、娘は画家・詩人の大岡亜紀。

## 舞台
- 坂東修羅縁起譚（市川団十郎自主公演　国立劇場　1988年）
- 則天武后（白石加代子主演　MOA能舞台　1993年）
- 紫上（野村万蔵、浅見真州出演　初演・新津市美術館　1997年）
- 利休（観世清和、野村四郎出演　初演・静岡県コンベンションアーツセンターグランシップ　2004年）

## 著書
- 思い出の則天武后 深瀬サキ戯曲集 （講談社 1993年）